# Aserbaidschanischer Fußballpokal 2001/02
Der Aserbaidschanischer Fußballpokal 2001/02 war die elfte Austragung des Pokalwettbewerbs im Fußball in Aserbaidschan. Pokalsieger wurde der Neftçi Baku PFK, nachdem die Spieler des Finalgegners FK Şəmkir in der 84. Minute den Platz verlassen hatten. Auslöser war ein gegen ihn verhängter Strafstoß. Neftçi wurde zum Sieger erklärt.
Im Jahr 2002 wurden aserbaidschanische Klubs als Reaktion auf einen langjährigen Konflikt zwischen dem nationalen Fußballverband und den meisten Spitzenklubs für einen Zeitraum von zwei Jahren von den europäischen Wettbewerben ausgeschlossen.

## Modus
Bis zum Halbfinale wurden die Sieger in Hin- und Rückspiel ermittelt. Bei Torgleichstand in beiden Spielen zählte zunächst die größere Zahl der auswärts erzielten Tore; gab es auch hierbei einen Gleichstand, wurde das Rückspiel verlängert und ggf. ein Elfmeterschießen zur Entscheidung ausgetragen.

## Teilnehmer
| Premyer Liqası (10)                                                                      | Premyer Liqası (10)                                                                                | Birinci Divizionu (9)                                                                         | Birinci Divizionu (9)                                                        |
| ---------------------------------------------------------------------------------------- | -------------------------------------------------------------------------------------------------- | --------------------------------------------------------------------------------------------- | ---------------------------------------------------------------------------- |
| - MFK Araz-Naxçıvan - FK Dinamo-Bakılı Baku - FK Kəpəz - MOİK Baku PFK - Neftçi Baku PFK | - FK Qarabağ-Azərsun Ağdam - FK Şəmkir - FK Shafa Baku - PFK Turan Tovuz - Xəzər Universiteti Baku | - FK Adliyya Baku - Bakılı Baku PFK - FK Lokomotiv İmişli - FK Neftqaz Baku - FK Şahdağ-Samur | - FK Şilavar Lənkəran - FK Ümid Baku - FK Xəzər Lənkəran - FK Xǝzǝr Sumqayıt |

## 1. Runde
In dieser Runde nahmen sechs Zweitligisten teil.
| Datum             |                        | Gesamt |                          | Hinspiel | Rückspiel |
| ----------------- | ---------------------- | ------ | ------------------------ | -------- | --------- |
| 18.10./01.11.2003 | FK Adliyya Baku (II)   | 2:5    | FK Şilavar Lənkəran (II) | 1:1      | 1:4       |
| 18.10./01.11.2003 | FK Xǝzǝr Sumqayıt (II) | 0:1    | FK Lokomotiv İmişli (II) | 0:1      | 0:0       |
| 18.10./01.11.2003 | FK Neftqaz Baku (II)   | 3:7    | FK Xəzər Lənkəran (II)   | 0:3      | 3:4       |

## Achtelfinale
Teilnehmer: Die drei Sieger der 1. Runde, zehn Erstligisten und drei weitere Zweitligisten.
| Datum             |                           | Gesamt    |                              | Hinspiel | Rückspiel |
| ----------------- | ------------------------- | --------- | ---------------------------- | -------- | --------- |
|                   | FK Dinamo-Bakılı Baku (I) | 0:6       | FK Şəmkir (I)                | 00:3 1   | 00:3 1    |
| 14.11.2003        | MFK Araz-Naxçıvan (I)     | 0:3       | FK Kəpəz (I)                 | 0:0      | 00:3 1    |
| 14.11.2003        | FK Ümid Baku (II)         | 1:6       | Xəzər Universiteti Baku (I)  | 1:3      | 00:3 1    |
| 14.11./28.11.2003 | FK Şilavar Lənkəran (II)  | 2:6       | FK Qarabağ-Azərsun Ağdam (I) | 2:0      | 0:6       |
| 14.11./28.11.2003 | FK Lokomotiv İmişli (II)  | 2:5       | Neftçi Baku PFK (I)          | 2:2      | 0:3       |
| 14.11./28.11.2003 | FK Şahdağ-Samur (II)      | 3:0       | MOİK Baku PFK (I)            | 2:0      | 1:0       |
| 14.11./28.11.2003 | FK Xəzər Lənkəran (II)    | 02:12     | FK Shafa Baku (I)            | 0:0      | 02:12     |
| 14.11./28.11.2003 | Bakılı Baku PFK (II)      | (a)2:2(a) | PFK Turan Tovuz (I)          | 3:2      | 0:1       |

## Viertelfinale
| Datum             |                     | Gesamt |                              | Hinspiel | Rückspiel |
| ----------------- | ------------------- | ------ | ---------------------------- | -------- | --------- |
|                   | FK Shafa Baku (I)   | 0:6    | Xəzər Universiteti Baku (I)  | 00:3 1   | 00:3 1    |
| 09.05./11.05.2004 | FK Kəpəz (I)        | 3:1    | PFK Turan Tovuz (I)          | 2:0      | 1:1       |
| 09.05./11.05.2004 | FK Şəmkir (I)       | 3:1    | FK Qarabağ-Azərsun Ağdam (I) | 2:0      | 1:1       |
| 09.05./11.05.2004 | Neftçi Baku PFK (I) | 4:1    | FK Şahdağ-Samur (II)         | 3:1      | 1:0       |

## Halbfinale
| Datum             |                     | Gesamt |                             | Hinspiel | Rückspiel |
| ----------------- | ------------------- | ------ | --------------------------- | -------- | --------- |
| 19.05./22.05.2004 | Neftçi Baku PFK (I) | 3:1    | FK Kəpəz (I)                | 1:0      | 2:1       |
| 19.05./22.05.2004 | FK Şəmkir (I)       | 3:2    | Xəzər Universiteti Baku (I) | 2:0      | 1:2       |

## Finale
| Paarung   | Neftçi Baku PFK – FK Şəmkir  |
| Ergebnis  | 3:0 2                        |
| Datum     | 28. Mai 2002                 |
| Stadion   | Tofiq-Bəhramov-Stadion, Baku |
| Zuschauer | 19.000                       |
| Tore      |                              |